# Plasència del Gibelet
Plasència del Gibelet, morta l'any 1217, fou princesa d'Antioquia, filla d'Hug III Embriac, senyor del Gibelet i de Estevaneta de Milly.
Es va casar amb Bohemon IV príncep d'Antioquia i comte de Tripoli i va tenir quatre fills:
- Ramon, batlle d'Antioquia, nascut l'any 1195, mort a Tortosa el 1213,
- Bohemon V († 1252), príncep d'Antioche,
- Felip d'Antioquia († 1226), rei de Arménie,
- Enric, († 1272), ancestre dels reis de Xipre.